# Ernst Laboor
Ernst Laboor (* 2. März 1927 in Leipzig; † 1. Juni 2012 in Königs Wusterhausen) war ein deutscher Professor für die Geschichte der deutschen Arbeiterbewegung.

## Leben
Laboor besuchte in Leipzig die Volksschule und absolvierte anschließend eine dreijährige kaufmännische Lehre. Er nahm als Angehöriger der Wehrmacht noch am Zweiten Weltkrieg teil und geriet in Kriegsgefangenschaft. Nach seiner Entlassung engagierte er sich politisch in der Freien Deutschen Jugend und der SED. Er holte das Abitur nach und studierte von 1948 bis 1952 Geschichte und politische Ökonomie an der Universität Leipzig. Ab 1955 hatte er eine planmäßige Aspirantur am Institut für Gesellschaftswissenschaften beim Zentralkomitee der SED (IfG) inne, die er im Oktober 1958 mit einer Promotion zum Thema „Der Kampf der deutschen Arbeiterklasse gegen Militarismus und Krieg (1927/29)“ abschloss.
Von 1958 bis 1965 arbeitete Laboor als wissenschaftlicher Assistent bzw. Dozent am IfG. Ernst Engelberg berief ihn 1963 zum Sekretär des Präsidiums der Deutschen Historiker-Gesellschaft. 1965 wechselte er als wissenschaftlicher Mitarbeiter an das Institut für Geschichte an die Deutsche Akademie der Wissenschaften. Dort wurde er Ende der 1960er Jahre damit beauftragt, den Wissenschaftsbereich „Allgemeine Geschichte“ aufzubauen und zu leiten.
1971/72 arbeitete Laboor im Rahmen eines Wissenschaftleraustausches an der Akademie der Wissenschaften der UdSSR. Hier begann er mit Forschungen zur Geschichte der sowjetischen Außenpolitik nach dem Zweiten Weltkrieg. Von 1970 bis 1989 gehörte er dem Herausgeberkollegium für das Jahrbuch für die Geschichte der sozialistischen Länder Europas an. Im Juni 1977 erfolgte seine Promotion B mit einer Arbeit „Die Außenpolitik der Sowjetunion im Kampf um die kollektive Sicherung des Friedens in Europa 1954/55“. 1987 erhielt er eine Honorarprofessur für die Geschichte der Arbeiterbewegung an der Sektion Marxismus-Leninismus der Humboldt-Universität zu Berlin.
In den 1970er und 1980er Jahren gehörte Ernst Laboor als Wissenschaftlicher Mitarbeiter dem Zentralinstitut für Geschichte, ab 1986 dem neugegründeten Institut für Allgemeine Geschichte der Akademie der Wissenschaften der DDR an. In dieser Zeit war er auch verantwortlich für die Arbeit der deutschen Seite in der Historiker-Kommission DDR–UdSSR: seit 1976 als Sekretär, seit 1979 als Stellvertretender Vorsitzender. Nach der Wende in der DDR wurde er 1991 in den Ruhestand versetzt.

## Schriften
- Helga Hoeffken, Ernst Laboor und Johannes Schellenberger: Zweimal geboren – Zweimal geboren. Buch der Freundschaft Mit einem Vorwort von Franz Fühmann. Verlag Kultur und Fortschritt, Berlin 1959.
- Der Kampf der deutschen Arbeiterklasse gegen Militarismus und Kriegsgefahr (1927–1929).  Dietz Verlag Berlin 1961.
- Friedliche Koexistenz und Klassenkampf. Urania, Leipzig 1961.
- Lenin und die Gründung der UdSSR. Mit einem Dokumentenanhang. Deutscher Verlag der Wissenschaften, Berlin 1972.
- Auf dem Wege nach Helsinki 1954–1975. Die Berliner Außenministerkonferenz 1954. Beginn des Kampfes der Sowjetunion um die gesamteuropäische Konferenz für Sicherheit und Zusammenarbeit in Europa. Akademie Verlag, Berlin 1977.
- Sechs Jahrzehnte Kampf um Frieden und Sicherheit in Europa. Eine Dokumentation zu den Initiativen der Sowjetunion und der anderen Teilnehmerstaaten des Warschauer Vertrages für die kollektive Gewährleistung der europäischen Sicherheit. Zusammengestellt und eingeleitet von Ernst Laboor. Dietz Verlag, Berlin 1977.
- Kalter Krieg oder Entspannung? Die Außenpolitik der Sowjetunion im Kampf um die kollektive Sicherung des Friedens in Europa 1954/55. Berlin 1983.
- Sowjetunion und sozialistische Gemeinschaft im Kampf um Abrüstung in Europa 1917–1985.  Dietz Verlag, Berlin 1986.
- Der Rapacki-Plan. Realistische Friedensidee oder Kampfplan gegen Bonn? Die Sicht Warschaus, Moskaus und Berlins. Hefte zur DDR-Geschichte, Nr. 11, hrsg. v. H. Meier, D. Nakath, P. Welker. Berlin o. J. (1993).
- Wie viele Parteien braucht Russland? Parteien und politische Organisationen vom Ausgang der achtziger Jahre bis zu den Dumawahlen im Dezember 1995. Fides, Berlin 1996.
- Der Rapacki-Plan und die DDR. die Entspannungsvision des polnischen Außenministers Adam Rapacki und die deutschlandpolitischen Ambitionen der SED-Führung in den fünfziger und sechziger Jahren. Laboor, Ernst. Berlin Fides 2003.